# Nemaschema ochreovittatum
Nemaschema ochreovittatum là một loài bọ cánh cứng trong họ Cerambycidae.